# Stalker (tv-serie)
 For alternative betydninger, se Stalker. (Se også artikler, som begynder med Stalker)
Stalker er en amerikansk psykologiske thrillerserie skabt af Kevin Williamson, Stalker handler om en lille specielgruppe hos politiet som forsøger at hjælpe folk der bliver stalket af den ene eller anden grund.

## Rolleliste
| Navn            | Portrætteret af | Rank/Position            | Opgave                                                 | Sæson |
| Navn            | Portrætteret af | Rank/Position            | Opgave                                                 | 1     |
| --------------- | --------------- | ------------------------ | ------------------------------------------------------ | ----- |
| Jack Larsen     | Dylan McDermott | Detective II             | A member of Davis's Threat Assessment Unit.            | Main  |
| Beth Davis      | Maggie Q        | Lieutenant               | The leader of the Threat Assessment Unit.              | Main  |
| Janice Lawrence | Mariana Klaveno | Detective II             | A member of Davis's Threat Assessment Unit.            | Main  |
| Ben Caldwell    | Victor Rasuk    | Detective I              | A member of Davis's Threat Assessment Unit.            | Main  |
| Amanda Taylor   | Elisabeth Röhm  | Deputy District Attorney | The Threat Assessment Unit's current District Attorney | Main  |